# Луксор Лас-Вегас

Сравнение пирамид и пирамидообразных сооружений мира. «Луксор Лас-Вегас» показан чёрным под № 16.

«Луксор Лас-Вегас» (англ. Luxor Las Vegas) — гостиница и казино, расположенное по адресу: 3900 Бульвар Лас-Вегас (юг), Лас-Вегас-Стрип, невключённая территория Парадайз, округ Кларк, штат Невада, США. Является третьей по размеру гостиницей в США и шестой по этому показателю в мире.

## Описание
Развлекательный комплекс в виде пирамиды чёрного цвета, имеет 30 этажей, объём 821 189 м³, высоту 106,7 метров, длину и ширину по 196,9 метров, площадь игровой зоны 11 148 м², владеет им компания MGM Resorts International. На внешнюю отделку ушло более 44,5 тысяч квадратных метров стекла. К услугам посетителей более 1500 слот-машин и 87 игровых столов. Гостиничный комплекс состоит из 4407 номеров, в том числе 442 люкса. Рядом с основным зданием-пирамидой возведены две 22-этажные башни-близнецы в форме зиккуратов. В непосредственной близи от пирамиды расположены сходные заведения: Мандалай-Бэй и Экскалибур, между каждым из них осуществляется бесплатное скоростное сообщение.
Также в «Луксор» расположены четыре плавательных и четыре вихревых бассейна, часовня, в которой можно сочетаться браком, 29 розничных магазинов, 6 ресторанов, спа. До 1995 года вестибюль отеля был устроен таким образом, что от стойки регистрации до лифта, уходящего вверх под углом 39°, постояльцы добирались по воде, по «реке Нил».
По своим линейным характеристикам здание «Луксор Лас-Вегас» почти полностью, с разницей 2—3 метра, копирует пирамиды Ломаную и Розовую (подразумевается изначальная высота этих древних сооружений). 
Посетителей на постоянной основе развлекают Кэррот Топ, коллективы Jabbawockeez, Blue Man Group (с 2000 по 2005 года) и «Цирк Солнца» (совместно с иллюзионистом-гипнотизёром Криссом Ангелом, с постановкой Criss Angel Believe, с Хэллоуина 2008 года), постановка Menopause The Musical.
В комплексе проводятся достаточно необычные выставки: «Тела», «Титаник», «Бессмертный спорт».

### Небесный луч
На вершине пирамиды расположен источник света силой более 40 миллиардов кандел — это, возможно, самый мощный луч света на Земле. Изогнутые специальным образом зеркала собирают свет от 39 (первоначально — от 45) ксеноновых ламп, мощностью по 7000 ватт каждая, в один узкий пучок синего цвета, который бьёт вертикально вверх. В ясную погоду с самолёта его можно увидеть невооружённым взглядом с расстояния более 400 километров или с орбиты Земли. Каждая из 39 этих ламп обошлась создателям по 1200 долларов за штуку. В то же время инженеры, обслуживающие луч Луксора, считают это преувеличением: по их мнению, луч можно увидеть не более, чем со 160 километров, а космонавты вообще не смогут его вычленить среди многочисленных огней Лас-Вегаса. Луч, включённый на полную мощность, расходует 315 киловатт, то есть за его электроснабжение приходится платить 51 доллар в час. Этот источник света работает каждую ночь с момента открытия комплекса. Помещение, где находятся собственно лампы, располагается на высоте около 15 метров ниже вершины (92 метра над землёй), а не на самой верхушке пирамиды, как уверены многие; обслуживание проводится двумя рабочими ежедневно. Ночью, когда луч светит, там находиться невозможно, так как температура в комнате поднимается до 156°С; на расстоянии 13 сантиметров над лампой фиксируется температура до 500°С, на расстоянии 7,6 метров — до 300°С. С 2008 года в целях экономии стали зажигать только половину ламп.
Столь яркий источник света притягивает к себе огромное количество мошкары, летучих мышей, которые ею питаются, и сов, которые охотятся на летучих мышей.

## История
Первые подготовительные работы по постройке развлекательного комплекса начались в апреле 1991 года, собственно строительство продолжалось с 1992 по 1993 год, открыт он был для посетителей в 4 часа утра 15 октября 1993 года. Этого часа ожидала толпа из 10 000 человек, которые и стали первыми игроками и постояльцами. Своё название он получил в честь древнеегипетского города Луксор; тематика внешнего и внутреннего оформления гостиницы-казино была соответствующая, пока в 2007 году не произошло значительное переоформление, модернизация.
Стоимость строительства составила 375 миллионов долларов (более 606 млн долларов в ценах 2015 года), на момент открытия там было 2526 номеров и 9290 м² игровой зоны, стоимость двухместного номера составляла 59—99 долларов в сутки.
В 1998 году была проведена реконструкция комплекса: был добавлен театр на 850 мест и две 22-этажные башни-близнецы в форме зиккуратов, что увеличило общее количество гостиничных номеров на 2000; обновление обошлось в 675 миллионов долларов (почти 968 млн долларов в ценах 2015 года).
В 2007 была проведена очередная реконструкция: на неё было потрачено 300 миллионов долларов, было переоформлено 80 % внутренней общедоступной площади, большинство древнеегипетских мотивов были заменены на современные.
7 мая 2007 года на подземной парковке «Луксор Лас-Вегас» взорвалось самодельное взрывное устройство, лежавшее на крыше автомобиля. Один человек, хозяин машины, пытавшийся убрать неизвестный предмет с крыши, погиб. Это оказался 24-летний сотрудник комплекса, продавец хот-догов. Эвакуация здания не производилась. Два с лишним года спустя к тюремному заключению были приговорены двое убийц, которые таким образом расправились с молодым мужчиной по причине личной неприязни (продавец встречался с бывшей девушкой одного из них).
31 августа 2007 года в комплексе открылся ночной клуб LAX, ведущей церемонии была Бритни Спирс.
По состоянию на 2007 год в комплексе работали около 4200 сотрудников.

## В популярной культуре
В связи со своим необычным внешним видом, «Луксор Лас-Вегас» неоднократно появлялся в фильмах. Например:
- 1996 — Марс атакует! — кроме «Луксор Лас-Вегас» в фильм вошли кадры реального (строительного) взрыва другого казино неподалёку. Казино с башней, похожей на летающую тарелку (или диспетчерскую рубку аэропорта), называлось The Landmark и было взорвано 7 ноября 1995 года.
- 2009 — 2012 — «Луксор Лас-Вегас», наравне с другими достопримечательностями мира, показан падающим в огромный провал в земле[22].
- 2009 — Мне бы в небо — главный герой, Райан Бингем, просит, чтобы его сфотографировали перед «Луксор Лас-Вегас». В реальности сфотографироваться прямо вблизи пирамиды невозможно в связи с расположением парковки комплекса и проходящим здесь монорельсом[23].
- 2012 — Да здравствует Марс-Вегас (Футурама)

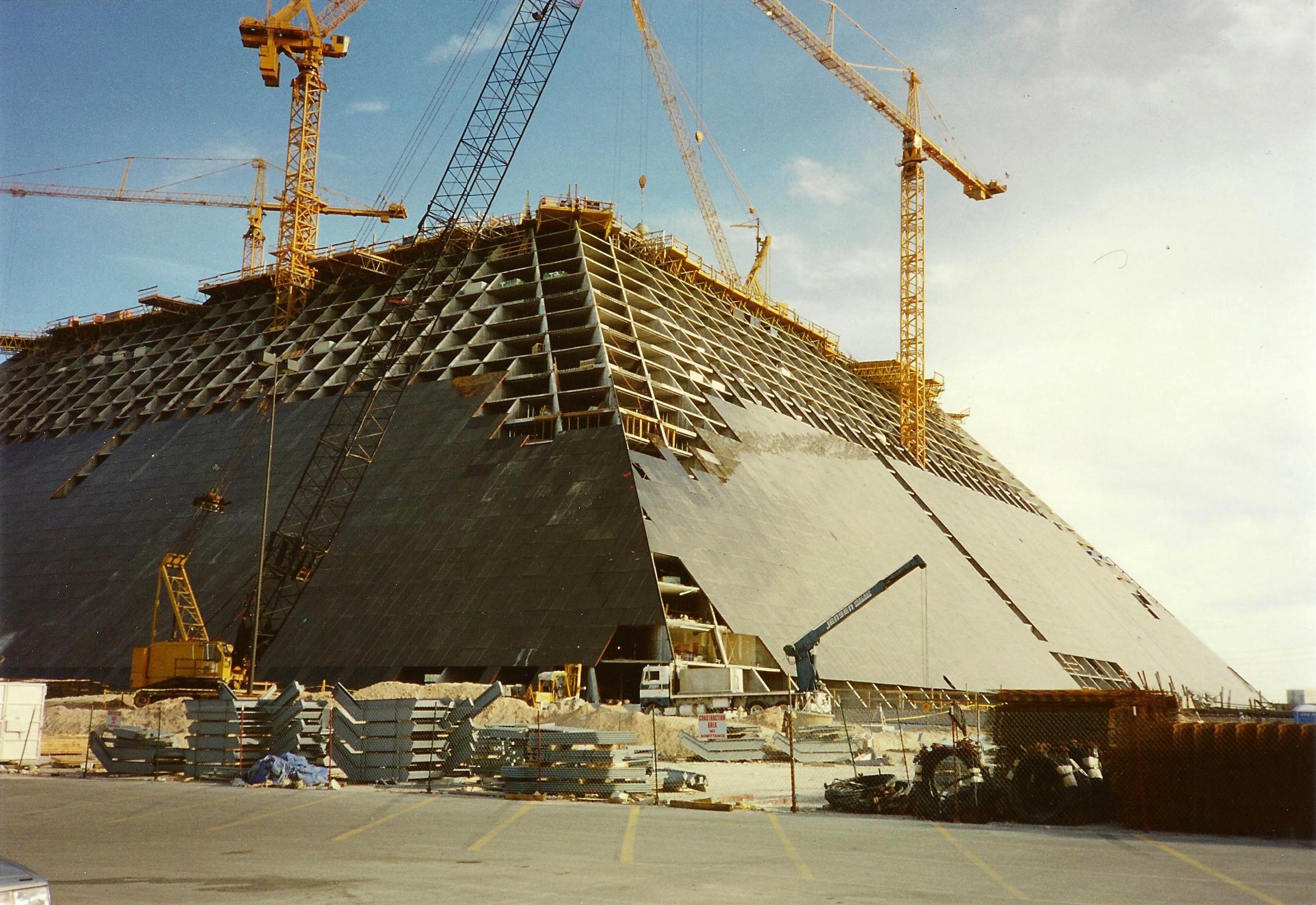
Строительство пирамиды, апрель 1993 года.
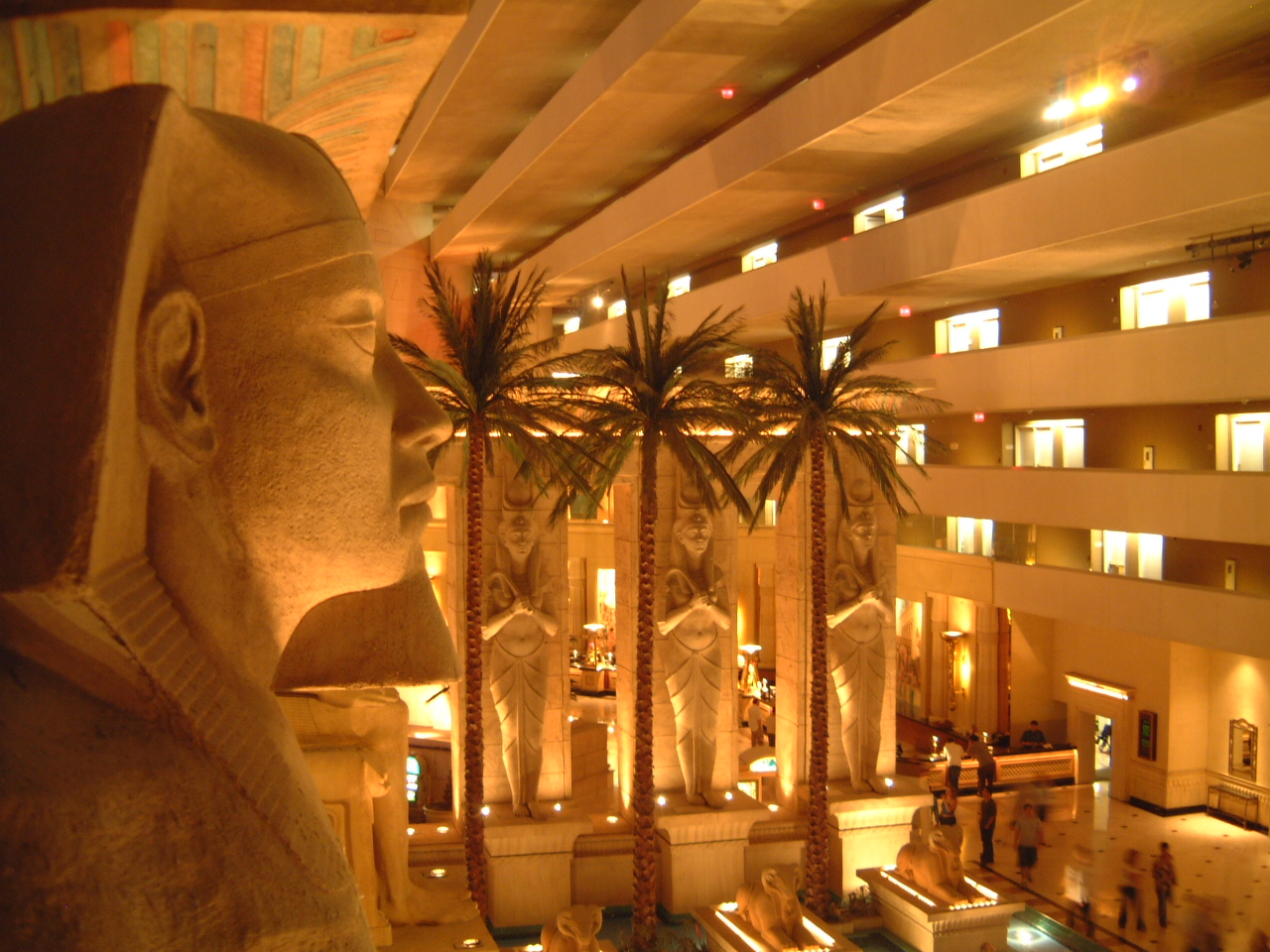
Фото 2003 года
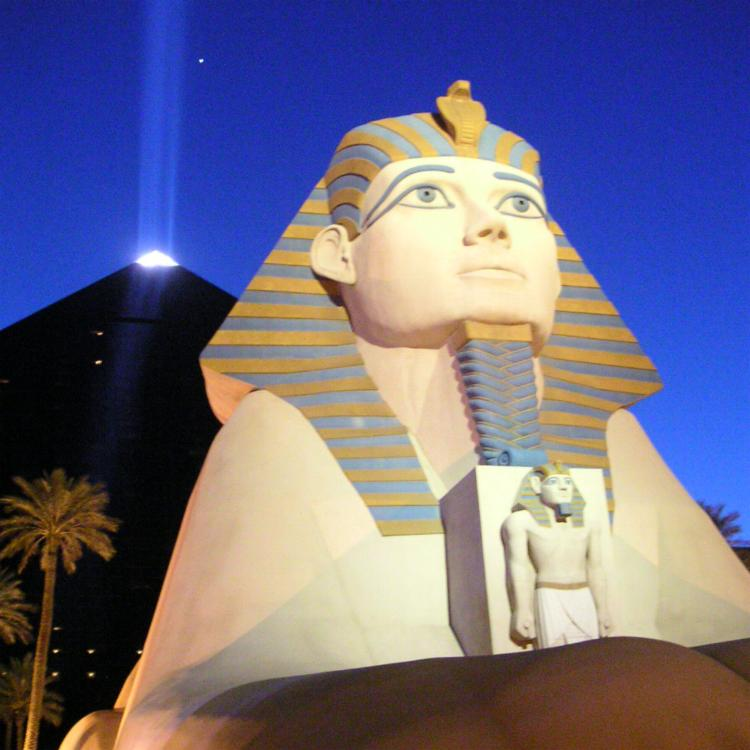
Фото 2004 года
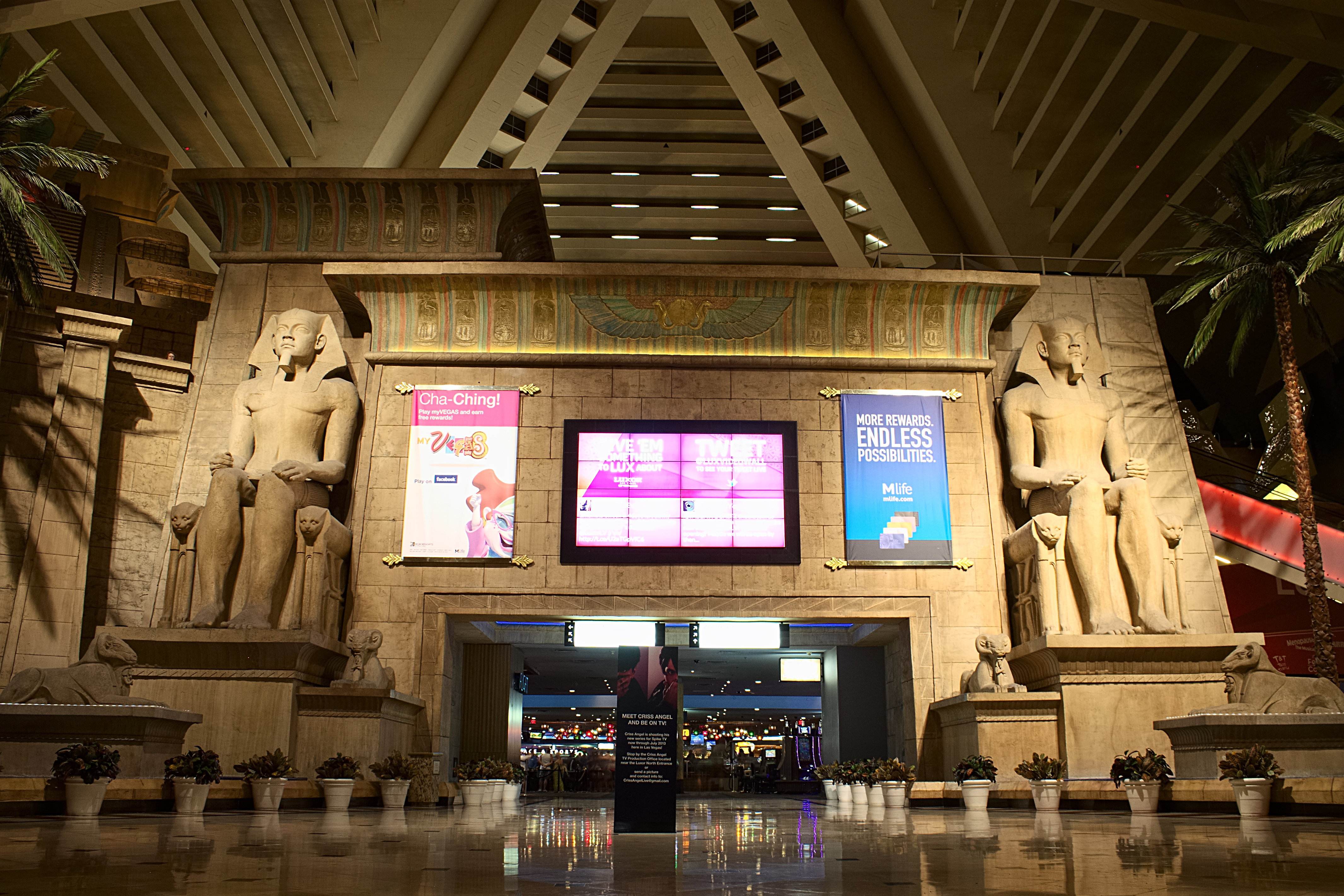
Фото 2013 года
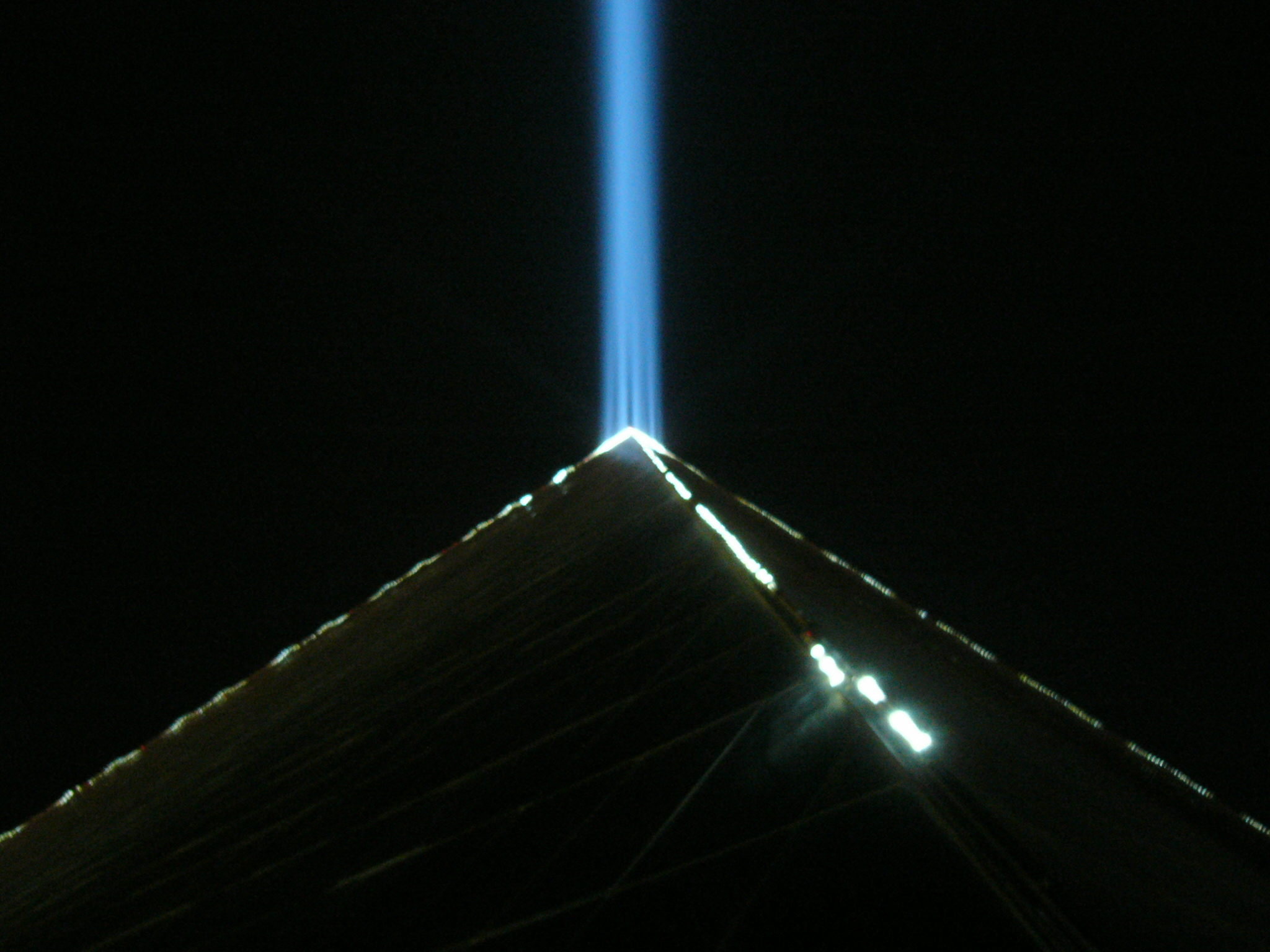
Источник света силой 42,3 миллиарда кандел на вершине пирамиды — это, возможно, самый мощный луч света на Земле.